# Coenonycha utahensis
Coenonycha utahensis är en skalbaggsart som beskrevs av Mcclay 1943. Coenonycha utahensis ingår i släktet Coenonycha och familjen Melolonthidae. Inga underarter finns listade i Catalogue of Life.